# Cime Saint-Robert
La cime Saint-Robert est un sommet frontalier entre la France et l'Italie. Sa partie française est située dans la haute Vésubie, dans le département des Alpes-Maritimes.

## Toponymie
Le nom du sommet fait référence au comte Paolo di Saint-Robert, premier ascensionniste de la cime du Gélas le 17 juillet 1864,.

## Géographie
La cime Saint-Robert est située sur la crête frontière, entre la France et l'Italie, au sud-ouest de la cime du Gélas, et au nord-est du col de Fenestre. Elle domine le lac Blanc. Son versant français fait partie du parc national du Mercantour, et son versant italien fait partie du parc naturel des Alpes maritimes. D'un point de vue géologique, la cime Saint-Robert est constituée de migmatites.

## Histoire
La première ascension a été effectuée par Louis Maubert et Jean Plent, le 6 septembre 1893. La première ascension hivernale a été effectuée par Léon Orset et Paul Rouyer, le 13 mars 1926.

## Accès
L'itinéraire de la voie normale démarre du refuge de la Madone de Fenestre. Il suit l'itinéraire de la cime du Gélas, avant d'obliquer à gauche vers le lac Mort. On remonte ensuite une série d'éboulis en face sud de la cime Saint-Robert, puis un couloir herbeux permet d'atteindre le sommet.

### Cartographie
- Carte 3741OT au 1/25 000 de l'IGN : « Vallée de la Vésubie - Parc national du Mercantour »